# Nestor Călin
Nestor Călin (n. 1 aprilie 1944) este un fost deputat român în legislatura 1992-1996, ales în județul Galați pe listele PSDR.
A fost colaborator al securității conform Sentinței 2572/8.10.2008 a Tribunalului București, pronunțată în dosarul 21503/3/CA/2008 (http://www.cnsas.ro/documente/monitoare/2010/Calin%20Nestor.pdf). 